# نوريس ك. ويليامسون
نوريس ك. ويليامسون (بالإنجليزية: Norris C. Williamson)‏ هو شخصية أعمال وسياسي أمريكي، ولد في 31 يوليو 1874، وتوفي في 1949. حزبياً، نشط في الحزب الديمقراطي. وقد انتخب عضو مجلس ولاية لويزيانا.